# Юнович, Софья Марковна
Софья Марковна Юнович (28 сентября (11 октября) 1910, Витебск, Витебская губерния, Российская империя — 1996, Санкт-Петербург) — советский и российский театральный художник. Член Союза художников СССР. Заслуженный деятель искусств РСФСР (1967).

## Биография
Дочь преподавателя Витебской Алексеевской женской гимназии Мордуха Боруховича Юновича. В 1931 году поступила в Московский текстильный институт.
В 1932—1938 году училась в Ленинградском институте живописи, скульптуры и архитектуры под руководством М. П. Бобышова.
В 1938—1948 годах — главный художник Ленинградского академического театра драмы им. А. С. Пушкина. Оформляла драматические, оперные спектакли, оперетты в театрах Москвы и Ленинграда (более 60 спектаклей в десятках театров).
Во 2-й половине 1940-х гг. работала в Ленинградском театре музыкальной комедии, где оформила:
- «Одиннадцать неизвестных» Н. В. Богословского (1940),
- «Трембита» Ю. С. Милютина (1950).

В 1950-е годы оформила оперные спектакли: "Царская невеста, «Сказание о невидимом граде Китеже и деве Февронии» и «Садко» Н. А. Римского-Корсакова, «Демон» А. Г. Рубинштейна (1954), «Сказание о невидимом граде Китеже» Римского-Корсакова (1958, Малый оперный театр).
Создала эскизы декораций и костюмов к балетам:
- «Спящая красавица» П. И. Чайковского (1967, Новосибирский театр оперы и балета);
- «Гамлет» Шекспира (1970, Театр им. Кирова),
- «Корсар» Адольфа Адана, Лео Делиба, Рикардо Дриго, Цезаря Пуни (1973, там же), все — балетмейстера К. М. Сергеева,
- «Левша» на музыку Б. Александрова, по сказу Николая Лескова (1975, не осуществлено),
- к программам «Моцартиана» и «Классические па-де-де» (Ленинградский ансамбль «Хореографические миниатюры» (ныне Театр балета имени Леонида Якобсона), балетмейстер Л. В. Якобсон)

Оформила спектакли:
- «Ромео и Джульетта» Шекспира и «Соломенная шляпка» Э. Лабиша (1939) — в Театре им. Евг. Вахтангова (режиссёр Р. Н. Симонов);
- «Дон Кихот» (режиссёр В. П. Кожич, 1941), «Нашествие» Л. М. Леонова (реж. Л. С. Вивьен, 1943), «Добрый человек из Сезуана» Б. Брехта (режиссёр Р. Суслович) в Ленинградском театре им. А. С. Пушкина.

В 1965 году оформила спектакль «Три сестры» А. П. Чехова в БДТ (реж. Г. А. Товстоногов).
Работала над спектаклями в соавторстве с выдающимися постановщиками — Б. В. Зоном, Ю. Н. Григоровичем, К. М. Сергеевым, Р. И. Тихомировым, Е. Н. Соковниным и др.
Работы С. Юнович отличались изысканностью и тонкостью колорита, оригинальностью планировочных решений. Персональные выставки состоялись в 1961, 1981, 1983 гг. (все — в Ленинграде).
В конце жизни страдала от болезни Паркинсона, но продолжала творческую деятельность.
Убита в собственной квартире. По версии следствия, из-за двух ампирных шандалов эпохи Александра I, которые не захотела отдать грабителю, наведенному на квартиру знакомой.
Похоронена на Серафимовском кладбище в Петербурге.